# シェイハ・ムクター・モハメド・フセイン
シェイハ・ムクター・モハメド・フセイン (ソマリ語: Sheekh Mukhtaar Maxamed Xuseen, アラビア語: الشيخ محمد حسين مختار, 英語: Sheikh Mukhtar Mohamed Hussein ‎; 1912年12月9日– 2012年6月12日) はソマリアの政治家。国民議会の議長に加えて、一時期ソマリア大統領代理も務めた。

## 生涯

### 出生
1912年頃、バイドア近郊の村で生まれた。バイドアから12キロメートル離れたアショ・ガーボ村で生まれたという説、あるいはバイドア近郊のエドイ・ベレイで生まれたという説がある。出身氏族はラハンウェインのハダメ支族。エチオピアのハラールで教育を受ける。成人後、フドゥールやバイドアなどに店を構える。1940年代にハダメ支族の族長となる。

### 政治活動
1941年、政党ソマリ青年クラブで上部ジュバ地方の責任者となる。ソマリ青年クラブは後にソマリ青年同盟（SYL）に改称。1952年、地元議員になった。
ソマリア独立前の1956年、ムクターは上部ジュバ地方のカーディーとなる。さらに同年、独立事前暫定議会の議員となり、アブドゥラヒ・イッサ・モハムド暫定首相から法務副長官に任命される。1960年のソマリア独立後も同職を継続した。
1966年3月8日、前任者のアフメド・シェイハ・モハメド・アブシエに代わって、ソマリア国民議会の議長に選出された。ムクターの話すソマリ語は、かなり訛の強いマーイ方言だったため、議会ではアラビア語を使用した。

### クーデターによる失脚
1969年、シェルマルケ大統領に同行してソマリア北部を訪問。訪問期間中の10月15日にシェルマルケ大統領が暗殺された結果、ムクターは大統領代理となり、大統領選挙が行われる10月21日まで努めることになった。
ところがその10月21日、ソマリア軍少将のモハメド・シアド・バーレがクーデターを起こし、首都モガディシュを制圧する。ムクターは軍に拘束され、議会は解散させられた。その後18ヶ月間、自宅に軟禁され、その後も1980年代まで生活の制限を受ける状況が続いた。
1980年代後半、ムクターは解放される。1989年に反バーレ派の協定に署名。その後、ジュバ川とシェベリ川の間の地域を中心に、いくつかの争いの調停を行う。1991年6月5日～11日に開催されたジブチ会議に参加した。
2008年以降はケニアの首都ナイロビに住んだ。
2012年6月12日に老衰で死去。遺体は15日にナイロビからモガディシュに移され、アフマド大統領らが参列の元、トリブンカ国立墓地に埋葬された。